# Vila Nova de Anços
Vila Nova de Anços ist eine Ortschaft und eine Gemeinde in Portugal.

## Geschichte
Erste Stadtrechte erhielt der Ort Anfang des 14. Jahrhunderts, die König D. Manuel I. am 12. Dezember 1515 erneuerte. Es war Sitz eines eigenständigen Kreises, bis zu den Verwaltungsreformen nach der Liberalen Revolution 1822 und dem folgenden Miguelistenkrieg 1834. In der Folge wurde der Kreis 1836 aufgelöst, seither ist Vila Nova de Anços eine Gemeinde des Kreises Soure.

## Verwaltung
Vila Nova de Anços ist Sitz einer gleichnamigen Gemeinde (Freguesia) im Landkreis (Concelho) von Soure, im Distrikt Coimbra. Am 30. Juni 2011 hatte die Gemeinde 928 Einwohner auf einer Fläche von 20,6 km².
Folgende Ortschaften liegen in der Gemeinde:
- Barroco
- Monte do Vale Grande
- Ribeira da Mata (zum Teil auch zu Figueiró do Campo)
- Sanguinheira
- Vila Nova de Anços

## Verkehr
Vila Nova de Anços liegt mit eigenem Haltepunkt an der wichtigsten Eisenbahnlinie des Landes, der Linha do Norte. Es halten jedoch nur Regionalzüge hier.
Lokale Buslinien verbinden den Ort insbesondere mit der Kreisstadt Soure.